# Територія незайманості
«Територія незайманості» (англ. Virgin Territory) — фільм 2007 року режисера Девіда Ліланда, знятий за мотивами «Декамерона» Джованні Боккаччо. Це був останній фільм, спродюсований Діно Де Лаурентісом.

## Сюжет
Дія фільму розгортається у Флоренції (Республіка Флоренція) під час Чорної Смерті. Як і в «Декамероні», десять молодих флорентійців ховаються від чуми. Але замість того, щоб розповідати історії, на них чекають хтиві пригоди, непристойні обміни думками, романтика та ігри на мечах.
Пампінея — донька заможного купця, який помер незадовго до початку фільму. Лоренцо — міський юнак, який надзвичайно добре грає в азартні ігри і зачарований її красою. Гербіно Де Ратта — ватажок місцевих головорізів, який грабує всіх, хто потрапляє йому на очі, або краде все, що можна вкрасти. Граф Дзержинський, родом з міста Новгород Новгородської республіки на території сучасної Росії, — наречений Пампінеї, якого вона ніколи не бачила. Їхні долі переплітаються після смерті батька Пампінеї, і Гербіно відбирає у Пампінеї її статки, кажучи, що її батько був у боргах. Єдиний спосіб для купецької доньки врятувати своє життя — одружитися з ним, за словами самого Гербіно.
Лоренцо переслідував Гербіно після того, як той обіграв його за гральним столом, а потім сховався в монастирі, видаючи себе за «глухонімого» садівника. У цьому монастирі він займається сексом з усіма збудженими черницями, але тільки до приїзду Пампінеї. Пампінея, намагаючись вирватися з обіймів Гербіно, прибігає до монастиря, щоб знайти притулок. Там вона бачить, як Лоренцо, до якого вона давно мала почуття, займається сексом з черницями, і починає ревнувати. Вона зав'язує Лоренцо очі і пристрасно цілує його з любові. Але потім, через ревнощі, вона повідомляє настоятельці монастиря про його обман, про те, що він насправді не глухий і не німий.
Граф прибуває до Флоренції, але потрапляє у засідку, влаштовану людьми Гербіно. Всі його супутники гинуть, але він виживає. Отримавши повідомлення від слуги Пампінеї, граф Дзержинський їде до маєтку батька Пампінеї на весілля, адже йому обіцяли її руку і серце. Дорогою молодий граф знайомиться з худорлявою Еліссою — найкращою подругою Пампінеї, яка їде на весілля, — і згодом вони закохуються. Граф змушений повірити, що Елісса — це Пампінея.
Вигнаний з монастиря, Лоренцо слідує за Пампінеєю до маєтку її батька. Там він зізнається їй, що закохався в черницю, яка поцілувала його із зав'язаними очима, жінку, обличчя якої він так і не побачив. Згодом до маєтку прибувають Гербіно та його люди і ув'язнюють Лоренцо. Пампінея погоджується на шлюб з Гербіно того ж дня, щоб врятувати Лоренцо, і таким чином Лоренцо виганяють до лісу. Там він зустрічає Дзержинського, який прямує до маєтку, щоб одружитися з «Пампінеєю» (насправді Елісою), і вони об'єднуються, щоб знищити людей Гербіно. Сам Гербіно гине, впавши у великий глибокий колодязь всередині маєтку.
Пампінея, закохана в Лоренцо, відмовляється від шлюбу з графом Дзержинським, але згодом розуміє, що сам граф насправді закоханий в Елісу, яка видавала себе за нього. Вона радісно біжить за Лоренцо і цілує його. Лоренцо розуміє, що насправді вона — черниця, в яку він закоханий, і вони одружуються того ж дня, зібравши всіх своїх друзів.

## У ролях
- Райен Картрайт — Гіно / Ghino
- Крістофер Іган — Діонео / Dioneo
- Крейг Паркінсон — Тіндаро / Tindaro
- Хейден Крістенсен / Hayden Christensen — Лоренцо / Lorenzo
- Сімоне Спінацце — Андрюччо
- Джей Віллієрс — Бернардо
- Руперт Френд — Alessandro Felice
- Тім Рот / Tim Roth — Джербіно / Gerbino
- Міша Бартон / Mischa Barton — Пампінея / Pampinea
- Клайв Річ — Мангіно / Manghino
- Девід Вілльямс / David Walliams — Cart Pusher
- Сільвія Коллока / Silvia Colloca — Sister Lisabetta
- Chiara Gensini — Sister Caterina
- Kate Groombridge — Elissa